# Ronald Overveld
Ronald Overveld (17 april 1962) is een Nederlandse schaker met FIDE-rating 2232 in 2017. In 1986 behaalde Ronald zijn grootste succes: hij werd kampioen van Nederland in het correspondentieschaak. 
Hij is, sinds 1992, Internationaal Meester correspondentieschaak (IMc).
Overveld was zes keer clubkampioen van Schaakclub Purmerend.
In 1991 speelde Ronald Overveld mee in het "NBC 25 jaar" toernooi en bereikte daar de 14e plaats; winnaar was Gert Timmerman.

## Externe koppelingen
- (en)   Informatie over schaakpartijen van Ronald Overveld op ChessGames.com
- (en)   Informatie over schaakpartijen van Ronald Overveld op 365chess.com
- (en)  FIDE-ratinggegevens voor Ronald Overveld